# Benedikt Löwe
Benedikt Löwe (1972) is een Duits wiskundige en logicus en professor aan de Universiteit Hamburg. Hij is bekend als initiatiefnemer van de conferentie "Foundations of the Formal Sciences": een interdisciplinaire conferentie over wiskunde, filosofie, computerwetenschap en linguïstiek.

## Levensloop
Löwe studeerde wiskunde en filosofie in Hamburg, Tübingen, Berlijn en Berkeley. Hij promoveerde in 2001 aan de Humboldt-Universiteit in Berlijn op het proefschrift Blackwell determinacy.
Löwe was zijn academische loopbaan begonnen als assistent-professor aan Universiteit van Bonn. In 2000 werd hij universitair docent bij het Institute for Logic, Language and Computation van de Universiteit van Amsterdam. Hij was hier opleidingsdirecteur van het masterprogramma in logica. Ook was hij een tijd assistent-professor op de Universiteit van Cambridge. Rond 2010 kreeg hij ook een aanstelling als professor aan de Universiteit Hamburg op het gebied van wiskundige logica en de interdisciplinaire aanwending van logica.
Verder is hij organisator van de conferentie serie "Foundations of the Formal Sciences" over de fundamenten van de formele wetenschap. Hij is verder redacteur van verschillende tijdschriften.

## Publicaties
- Benedikt Löwe, Wolfgang Malzkorn, en Thoralf Räsch (red.), Foundations of the Formal Sciences II: Applications of Mathematical Logic in Philosophy and Linguistics, 2003.
- Benedikt Löwe, Boris Piwinger, en Thoralf Räsch (red.), "Classical and New Paradigms of Computation and their Complexity Hierarchies," 2005. Papers of the conference "Foundations of the Formal Sciences III".
- S.Barry Cooper, Benedikt Löwe, en Andrea Sorbi, New Computational Paradigms: Changing Conceptions of What is Computable, 2007.